# Vegamedaljen
Vegamedaljen är en svensk utmärkelse åt personer som "på ett utmärkt sätt främjat den geografiska forskningen". Medaljen utdelas av Svenska Sällskapet för Antropologi och Geografi.

## Medaljen
Vegamedaljen är gjort i guld och instiftades den 27 oktober 1880 till minnet av Vegaexpeditionen åren 1878–1880 
Vegamedaljen tilldelas "såsom en hedersbetygelse åt svenskar eller utlänningar" och "bör, såvida ej särskilda omständigheter annorlunda föranleda, utdelas på årsdagen av ångfartyget Vegas ankomst till Stockholm den 24 april 1880" .

## Medaljmottagare[2]
Listan från Svenska Sällskapet för Antropologi och Geografi rymmer samtliga mottagare av Vegamedaljen i guld seden 1881.
Utöver Vegamedaljen blev en annan medalj instiftad och utdelad till besättningsmedlemmarna på Vega; den ena i silver den andra i guld. Denna medalj heter Nordstjärnemedaljen i guld med anledning av Vegaexpeditionen. Medaljen i silver tilldelades samtliga ombord, medan den i guld endast tilldelades befälet ombord på Vega. Denna medaljens band är i blått och gult (samma som för medaljen För tapperhet till sjöss), men har dessutom ett svart band på mitten som syftar på den svenska Nordstjärneordens tidigare heraldiska färg.

### Nordstjärnemedaljen i guld med anledning av Vegaexpeditionen (endast utdelad 1880)[4]
- Adolf Erik Nordenskiöld
- Louis Palander
- Ernst Almquist
- Erik Cornelius Brusewitz

### Nordstjärnemedaljen i silver med anledning av Vegaexpeditionen (endast utdelad 1880)[5]
- Giacomo Bove
- Oscar Frithiof Nordqvist
- Ernst Almquist
- Andreas Peter Hovgaard
- Frans Reinhold Kjellman
- Anton Stuxberg
- J. Haugan, draggförman (norrman)
- Dan. Asplund, båtsman, kock.
- F. A. Pettersson, 1:ste maskinist
- Rud. Nilsson, skeppare
- C. J. Smålänning, båtsman
- Olof Öman, matros
- Gjerton Carlsson, matros
- C. Levin, båtsman, hovmästare
- P. M. Lustig, båtsman
- Ped. Johnssen, fångstman (norrman)
- C. Ljungström, båtsman
- C. Carlström, eldare
- Sven Andersson, timmerman
- Olof Ingelsson, eldare
- C. Lundgren, matros
- Ped. Sivertssen, fångstman (norrman)
- O. Nordström, 2:dre maskinist
- Otto Hansson, matros
- Pehr Lind, båtsman
- P. O. Fäste, båtsman
- Th. A. Boström, jungman

### Vegamedaljen i guld
- 1881 Adolf Erik Nordenskiöld
- 1882 Louis Palander
- 1883 Henry Morton Stanley
- 1884 Nikolaj Przjevalskij
- 1888 Wilhelm Junker
- 1889 Fridtjof Nansen
- 1890 Emin Pascha
- 1892 Louis Gustave Binger
- 1897 Otto Sverdrup
- 1898 Sven Hedin
- 1899 Georg Schweinfurth
- 1901 Ludvig Amadeus, hertig av Abruzzerna
- 1903 Ferdinand von Richthofen
- 1904 Otto Nordenskjöld och Johan Gunnar Andersson
- 1905 Robert Falcon Scott
- 1907 Otto Pettersson
- 1909 Johan Peter Koch
- 1910 Ernest Shackleton
- 1912 John Murray
- 1913 Roald Amundsen
- 1915 Gerard De Geer
- 1919 Knud Rasmussen
- 1920 William Morris Davis
- 1922 Albert I av Monaco
- 1923 Albrecht Penck
- 1924 Lauge Koch
- 1926 Boris Vilkitskij
- 1930 Harald Sverdrup
- 1931 Émile-Félix Gautier
- 1932 Albert Defant
- 1937 Roy Chapman Andrews
- 1939 Vilhelm Bjerknes och Vagn Walfrid Ekman
- 1941 Bjørn Helland-Hansen och Hans W:son Ahlmann
- 1944 Lennart von Post
- 1946 Emmanuel de Martonne
- 1948 Richard Byrd
- 1950 Hans Pettersson
- 1951 Carl Troll
- 1954 Laurence Dudley Stamp
- 1955 Paul-Émile Victor
- 1957 Carl O. Sauer
- 1958 Tor Bergeron och Jacob Bjerknes
- 1959 Mikhail Somov
- 1961 Richard Joel Russell
- 1962 Thor Heyerdahl
- 1963 Louis Leakey
- 1965 Maurice Ewing
- 1970 Filip Hjulström och Sigurður Þórarinsson
- 1972 Albert P. Crary
- 1975 Willi Dansgaard
- 1981 Valter Schytt
- 1983 Cesare Emiliani
- 1984 Hubert Lamb
- 1986 J. Ross Mackay
- 1987 Gunnar Hoppe och Åke Sundborg
- 1990 George H. Denton
- 1993 David E. Sugden
- 1994 Gösta Liljequist
- 1997 Albert Lincoln Washburn
- 1999 John Imbrie
- 2002 Lonnie Thompson
- 2005 Françoise Gasse
- 2008 Dorthe Dahl-Jensen
- 2011 Terry Callaghan
- 2014 Compton J. Tucker
- 2017 Tandong Yao[6]
- 2018 Gillian Hart
- 2019 Emily Martin
- 2020 David R. Montgomery
- 2021 Anssi Ilmari Paasi
- 2023 John P. Smol
- 2024 Steven Seegel
- 2025 Marisol de la Cadena